# Eslövs folkhögskola

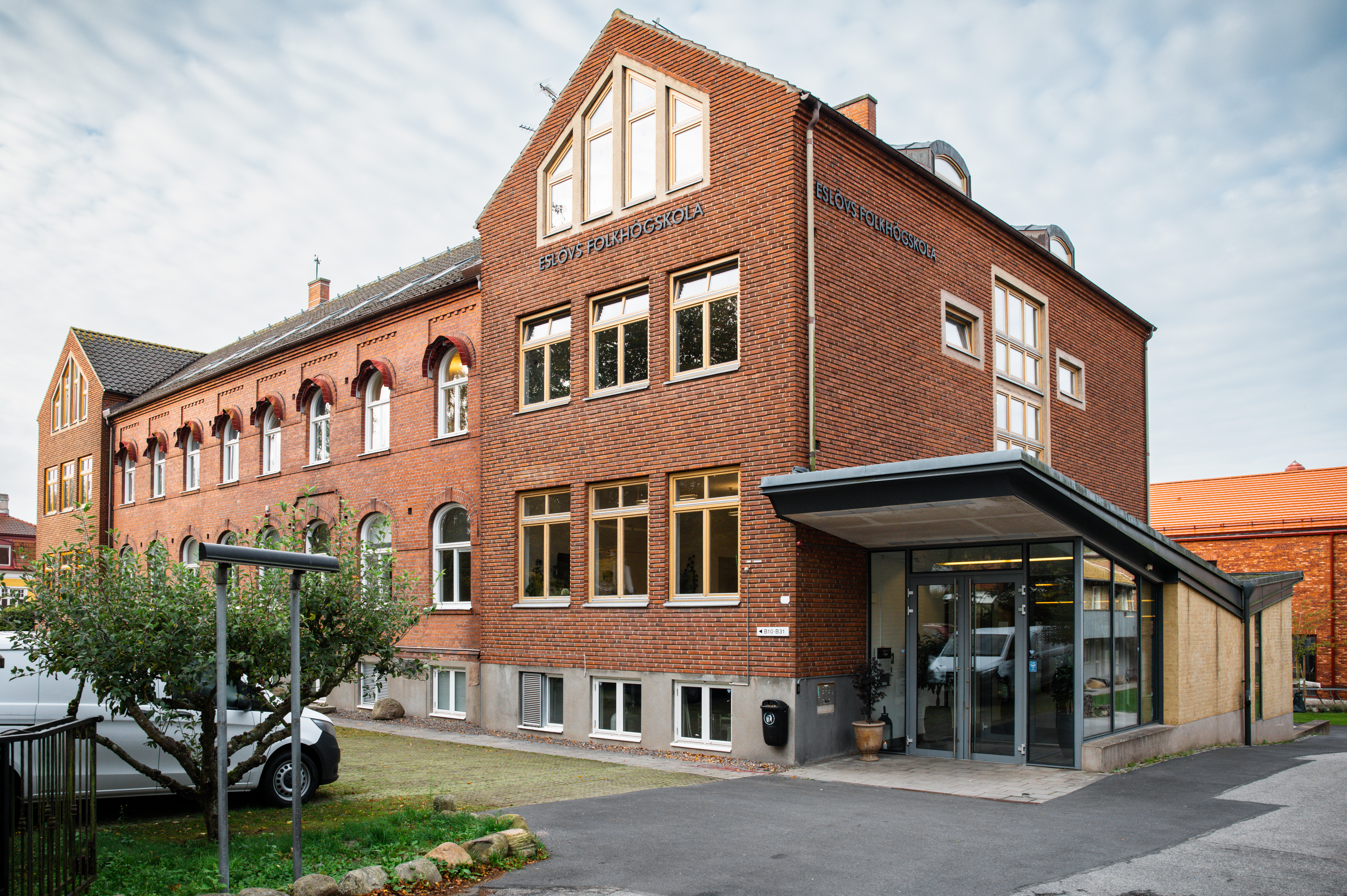
Eslövs folkhögskolas huvudbyggnad

Eslövs folkhögskola är en folkhögskola som funnits i Eslöv sedan 1902. Innan dess hette skolan Eslöfs Praktiska skola och grundades 1897. Skolans huvudman är en religiöst och politiskt obunden garantiförening som fastställer skolans mål och inriktning, samt har det övergripande ekonomiska ansvaret.
Eslövs folkhögskola erbjuder allmän kurs på grund- och gymnasienivå samt en högskoleförberedande linje med inriktningen beteendevetenskap. Extra stöd klasser anpassade för deltagare med NPF-diagnoser finns för vuxna och unga (16-18 år). 
Skolans yrkesutbildningar omfattar en socialpedagogsutbildning, ljud- ljus och scenteknikerurbildning, Sveriges enda fotbollstränarutbildning på heltid och sedan över 50 år en tvåårig fritidsledarutbildning. 
I Multihuset, som invigdes 2021, finns Yellow Brick Studio, en blackbox för event, ensemblerum och ateljé. Här vistas musikallinjen, som varje år skapar en ny musikal i samarbete med Lovewell Institute for the Creative Arts, låtskrivarlinjen, samt Yellow Brick Academy, ett fördjupningsår för låtskrivare och musikproducenter.
Eslövs folkhögskola bedriver även SFI-kurser på Malmö sfi-skola i Malmö samt kurser för personer långt från arbetsmarknad eller studier, t.ex. Studiemotiverande folkhögskolekurs (SMF).
Skolan har ett internat med plats för ungefär 75 deltagare.

## Grundtviggymnasiet
Eslövs folkhögskola var den första folkhögskolan i Sverige att driva en fristående gymnasieskola, Grundtviggymnasiet, som bär folkhögskoleidéns upphovsman N. F. S. Grundtvigs namn. Gymnasieskolan hade riksintag och erbjöd samhällsvetenskapsprogram med inriktningarna samhällsvetenskap och beteendevetenskap samt ett estetiskt program med inriktning teater. Denna verksamhets bedrivs inte längre på skolan. 